# 1714년
1714년은 월요일로 시작하는 평년이다.

## 연호
- 청(淸) 강희(康熙) 53년
- 일본(日本) 쇼토쿠(正徳) 4년
- 후 레 왕조(後黎朝) 빈틴(永盛) 10년

## 기년
- 류큐(琉球) 쇼케이왕(尚敬王) 2년
- 청(淸) 성조 강희제(聖祖 康熙帝) 53년
- 조선(朝鮮) 숙종(肅宗) 40년
- 후 레 왕조(後黎朝) 유종(裕宗) 10년

## 사건
- 8월 1일 - 조지 1세, 영국 국왕으로 즉위.
- 9월 11일 - 바르셀로나의 함락으로 카탈루냐 지방이 스페인에 병합되다.

## 탄생
- 조선의 문신인 이광정
- 일본 야나가와 번의 3대 번주인 마쓰다이라 요시자네
- 영국 성공회 사제인 조지 휫필드
- 2월 2일 : 일본 에도 시대의 다이묘인 마쓰다이라 다케치카
- 7월 2일 : 독일의 고전시대 음악가인 크리스토프 빌리발트 글루크
- 9월 24일 : 일본 에도 시대의 다이묘인 사사이 다다요시

## 사망
- 5월 1일 - 스튜어트 왕조의 마지막 군주 앤 여왕